# Maurice Vander
Maurice Vanderschueren, conocido como Maurice Vander (11 de junio de 1929 - 16 de febrero de 2017), fue un pianista de jazz francés y padre del baterista Christian Vander.

## Biografía
Maurice personificó la edad de oro de París de los años 50, cuando los clubes y cabarets estaban llenos de jazz en vivo. 
Al poco tiempo de su debut como músico en 1948, comenzó a trabajar con grandes artistas como Don Byas, Django Reinhardt, Johnny Griffin, Bobby Jaspar, Jimmy Raney, Stephane Grappelli, Chet Baker y Kenny Clarke. En 1960 fue músico de sesión de Roger Guerin, Pierre Gossez y Boulou Ferré, y tocó con Claude Nougaro e Ivan Jullien. En 1962 obtuvo el premio Django Reinhardt y se reunió nuevamente con Chet Baker hacia finales de 1970. 

## Últimos años
Sus últimos trabajos incluyeron actuar y grabar con Kenny Clarke, Richie Cole, Art Farmer y Benny Powell, entre otros.
Falleció a los 87 años siendo considerado uno de los pianistas más apreciados en la historia del jazz.